# Championnats d'Europe d'athlétisme en salle 2007
Navigation
Les 29e championnats d'Europe d'athlétisme en salle ont eu lieu du 2 au 4 mars 2007 à la National Indoor Arena de Birmingham, au Royaume-Uni. 570 athlètes issus de 45 nations ont concouru dans 26 épreuves (13 masculines et 13 féminines).

## Faits marquants
Trois records des championnats et 29 records nationaux sont améliorés. Le Britannique Jason Gardener remporte son quatrième titre consécutif, la Belge Kim Gevaert et le Tchèque Roman Šebrle leur troisième. La Polonaise Lidia Chojecka devient la première athlète à réaliser le doublé 1 500 m / 3 000 m lors d'un championnat européen « indoor ».

## Résultats

### Hommes
| Épreuves              | Or                                                                             | Argent                                                                             | Bronze                                                                            |
| --------------------- | ------------------------------------------------------------------------------ | ---------------------------------------------------------------------------------- | --------------------------------------------------------------------------------- |
| 60 m                  | Jason Gardener Royaume-Uni 6 s 51 (EL)                                         | Craig Pickering Royaume-Uni 6 s 59                                                 | Ronald Pognon France 6 s 60                                                       |
| 400 m                 | David Gillick Irlande 45 s 52 (EL,NR)                                          | Bastian Swillims Allemagne 45 s 62 (PB)                                            | Robert Tobin Royaume-Uni 46 s 15                                                  |
| 800 m                 | Arnoud Okken Pays-Bas 1 min 47 s 92                                            | Miguel Quesada Espagne 1 min 47 s 96                                               | Maurizio Bobbato Italie 1 min 48 s 71 (PB)                                        |
| 1 500 m               | Juan Carlos Higuero Espagne 3 min 44 s 41                                      | Sergio Gallardo Espagne 3 min 44 s 51                                              | Arturo Casado Espagne 3 min 44 s 73                                               |
| 3 000 m               | Cosimo Caliandro Italie 8 min 02 s 44                                          | Bouabdellah Tahri France 8 min 02 s 85                                             | Jesús España Espagne 8 min 02 s 91                                                |
| 60 mètres haies       | Gregory Sedoc Pays-Bas 7 s 63 (=PB)                                            | Marcel van der Westen Pays-Bas 7 s 64                                              | Jackson Quiñónez Espagne 7 s 65                                                   |
| Relais 4 × 400 mètres | Royaume-Uni Robert Tobin Dale Garland Philip Taylor Steven Green 3 min 07 s 04 | Russie Ivan Buzolin Vladislav Frolov Maksim Dyldin Artem Sergeyenkov 3 min 08 s 10 | Pologne Piotr Kędzia Marcin Marciniszyn Łukasz Pryga Piotr Klimczak 3 min 08 s 14 |
| Saut en hauteur       | Stefan Holm Suède 2,34 m                                                       | Linus Thörnblad Suède 2,32 m                                                       | Martyn Bernard Royaume-Uni 2,29 m                                                 |
| Saut à la perche      | Danny Ecker Allemagne 5,71 m                                                   | Denys Yurchenko Ukraine 5,71 m (=SB)                                               | Björn Otto Allemagne 5,71 m                                                       |
| Saut en longueur      | Andrew Howe Italie 8,30 m (EL,NR)                                              | Loúis Tsátoumas Grèce 8,02 m                                                       | Salim Sdiri France 8,00 m                                                         |
| Triple saut           | Phillips Idowu Royaume-Uni 17,56 m (WL,CR,SB)                                  | Nathan Douglas Royaume-Uni 17,47 m (PB)                                            | Aleksandr Sergeyev Russie 17,15 m (SB)                                            |
| Lancer du poids       | Mikuláš Konopka Slovaquie 21,57 m (EL,NR)                                      | Pavel Lyzhyn Biélorussie 20,82 m (PB)                                              | Joachim Olsen Danemark 20,55 m                                                    |
| Heptathlon            | Roman Šebrle Tchéquie 6 196 pts (WL)                                           | Aleksandr Pogorelov Russie 6 127 pts                                               | Andrei Krauchanka Biélorussie 6 090 pts (PB)                                      |

### Femmes
| Épreuves              | Or                                                                                                   | Argent                                                                                | Bronze                                                                         |
| --------------------- | --- | ------------------------------------------------------------------------------------- | ------------------------------------------------------------------------------ |
| 60 m                  | Kim Gevaert Belgique 7 s 12                                                                          | Yevgeniya Polyakova Russie 7 s .18                                                    | Daria Onyśko Pologne 7 s 20 (PB)                                               |
| 400 m                 | Nicola Sanders Royaume-Uni 50 s 02 (WL,NR,PB)                                                        | Ilona Usovich Biélorussie 51 s 00 (PB)                                                | Olesya Zykina Russie 51 s 69 (SB)                                              |
| 800 m                 | Oksana Zbrozhek Russie 1 min 59 s 23                                                                 | Tetyana Petlyuk Ukraine 1 min 59 s 84                                                 | Jolanda Čeplak Slovénie 2 min 00 s 00                                          |
| 1 500 m               | Lidia Chojecka Pologne 4 min 05 s 13                                                                 | Natalya Pantelyeva Russie 4 min 06 s 04 (PB)                                          | Olesya Chumakova Russie 4 min 06 s 48 (SB)                                     |
| 3 000 m               | Lidia Chojecka Pologne 8 min 43 s 25                                                                 | Marta Domínguez Espagne 8 min 44 s 40 (SB)                                            | Silvia Weissteiner Italie 8 min 44 s 81 (NR,PB)                                |
| 60 mètres haies       | Susanna Kallur Suède 7 s 87                                                                          | Aleksandra Antonova Russie 7 s 94                                                     | Kirsten Bolm Allemagne 7 s 97 (SB)                                             |
| Relais 4 × 400 mètres | Biélorussie Yulianna Yuschanka Iryna Khliustava Svetlana Usovich Ilona Usovich 3 min 27 s 83 (NR,CR) | Russie Olesya Zykina Natalya Ivanova Zhanna Kashcheyeva Natalya Antyukh 3 min 28 s 16 | Royaume-Uni Emma Duck Nicola Sanders Kim Wall Lee McConnell 3 min 28 s 69 (NR) |
| Saut en hauteur       | Tia Hellebaut Belgique 2,05 m (WL,NR,PB)                                                             | Antonietta di Martino Italie 1,96 m                                                   | Ruth Beitia Espagne 1,96 m                                                     |
| Saut à la perche      | Svetlana Feofanova Russie 4,76 m (SB)                                                                | Yuliya Golubchikova Russie 4,71 m (PB)                                                | Anna Rogowska Pologne 4,66 m                                                   |
| Saut en longueur      | Naide Gomes Portugal 6,89 m (WL,NR)                                                                  | Concepción Montaner Espagne 6,69 m                                                    | Denisa Ščerbová Tchéquie 6,64 m (=NR,PB)                                       |
| Triple saut           | Carlota Castrejana Espagne 14,64 m (EL,NR,PB)                                                        | Olesya Bufalova Russie 14,50 m (PB)                                                   | Teresa Nzola Meso Ba France 14,49 m (NR,PB)                                    |
| Lancer du poids       | Assunta Legnante Italie 18,92 m                                                                      | Irina Khudoroshkina Russie 18,50 m                                                    | Olga Ryabinkina Russie 18,16 m                                                 |
| Pentathlon            | Carolina Klüft Suède 4 944 pts (WL,SB)                                                               | Kelly Sotherton Royaume-Uni 4 927 pts (NR)                                            | Karin Ruckstuhl Pays-Bas 4 801 pts (NR)                                        |

## Tableau des médailles
| Rang | Nation      | Or | Argent | Bronze | Total |
| ---- | ----------- | -- | ------ | ------ | ----- |
| 1    | Royaume-Uni | 4  | 3      | 3      | 10    |
| 2    | Italie      | 3  | 1      | 2      | 6     |
| 3    | Suède       | 3  | 1      | 0      | 4     |
| 4    | Russie      | 2  | 9      | 4      | 15    |
| 5    | Espagne     | 2  | 4      | 3      | 9     |
| 6    | Pays-Bas    | 2  | 1      | 1      | 4     |
| 7    | Pologne     | 2  | 0      | 3      | 5     |
| 8    | Belgique    | 2  | 0      | 0      | 2     |
| 9    | Biélorussie | 1  | 2      | 1      | 4     |
| 10   | Allemagne   | 1  | 1      | 2      | 4     |
| 11   | Tchéquie    | 1  | 0      | 1      | 2     |
| 12   | Irlande     | 1  | 0      | 0      | 1     |
| 12   | Portugal    | 1  | 0      | 0      | 1     |
| 12   | Slovaquie   | 1  | 0      | 0      | 1     |
| 15   | Ukraine     | 0  | 2      | 0      | 2     |
| 16   | France      | 0  | 1      | 3      | 4     |
| 17   | Grèce       | 0  | 1      | 0      | 1     |
| 18   | Bulgarie    | 0  | 0      | 1      | 1     |
| 18   | Danemark    | 0  | 0      | 1      | 1     |
| 18   | Slovénie    | 0  | 0      | 1      | 1     |

## Classement des nations
Le classement suivant prend en compte les places de finalistes des athlètes. 8 points sont attribués au premier d'une épreuve, 7 points au deuxième, et ainsi de suite jusqu'au 8e de l'épreuve qui récolte un point.
| Rang | Pays        | 1er | 2e | 3e | 4e | 5e | 6e | 7e | 8e | Total | Points |
| ---- | ----------- | --- | -- | -- | -- | -- | -- | -- | -- | ----- | ------ |
| 1.   | Russie      | 2   | 9  | 4  | 2  | 3  | 4  | 1  | 1  | 26    | 140    |
| 2.   | Royaume-Uni | 4   | 3  | 3  | 4  | 5  | 3  | 0  | 0  | 22    | 120    |
| 3.   | Espagne     | 2   | 4  | 3  | 2  | 1  | 0  | 0  | 2  | 14    | 78     |
| 4.   | France      | 0   | 1  | 3  | 3  | 1  | 6  | 2  | 1  | 17    | 67     |
| 5.   | Allemagne   | 1   | 1  | 2  | 3  | 4  | 1  | 1  | 0  | 13    | 63     |
| 6.   | Pologne     | 2   | 0  | 3  | 1  | 1  | 3  | 2  | 0  | 12    | 56     |
| 7.   | Italie      | 3   | 1  | 2  | 0  | 2  | 1  | 0  | 0  | 9     | 54     |
| 8.   | Suède       | 3   | 1  | 0  | 1  | 1  | 0  | 2  | 2  | 10    | 46     |